# 関口健
関口 健（せきぐち たけし、1972年9月12日 - ）は、NHKの元アナウンサー。

## 人物
埼玉県深谷市出身。埼玉県立熊谷高等学校を経て早稲田大学政治経済学部を卒業後、1996年にNHKに入局。
モットーは「自分が楽しまなきゃ番組は面白くならない」。
好きな食べ物は沖縄の黒糖。

## 過去の担当番組
- 首都圏いきいきワイド[1]
- 首都圏ネットワーク[1]
- BSジュニアのど自慢（2002年度 - 2003年度） - 司会
- NHKジュニアスペシャル（2004年度 - 2005年度） - 司会
- たったひとつの地球クラブ（2001年度 - 2003年度） - 司会
- こんにちは!80ちゃんです（2005年度・2008年度） - 司会
- 今夜も大入り!渋谷・極楽亭（2006年度 - 2007年度）
- ふれあいラジオパーティ（2006年度 - 2007年度）
- いとしのオールディーズ（2006年度 - 2007年度）
- NHKガイド（2006年度 - 2007年度）
- ここはふるさと 旅するラジオ（2008年6月まで）
- おはよう日本・首都圏[3]
- ゆうどきネットワーク[3]
- チバ☆スタ[3]（2011年4月 - 2012年7月） - 進行役
- まるごと千葉60分（随時千葉放送局スタジオを開放して行う公開トークショー） - 進行役
- ほっとぐんま640（2012年 - ） - リポーター、泉浩司のキャスター代行など
- 旅ラジ![5]
- 横浜サウンド☆クルーズ
- ひるまえほっと（神奈川県内の情報）
- 首都圏ネットワーク（『行ってみよう行ってみたい』神奈川県のリポート・不定期）